# D-Link
Tvrtka D-Link osnovana je 1986. godine u Taipeiu (Tajvan) pod nazivom Datex Systems Inc. Svoje poslovanje započela je kao proizvođač mrežnih adaptera da bi se do sada razvila u jednu od vodećih tvrtki, svjetski prepoznatih i priznatih, posebice na području razvoja, dizajna te proizvodnje mrežne i komunikacijske opreme. 
Pod sloganom „Building Networks for People“ (na hrvatskom: Gradnja mreža za ljude), D-Link je usmjeren pružanju cjelovitih rješenja i podrške, kako za krajnje korisnike, tako i za raznolika poslovna okruženja. 
S 21,9% tržišnog udjela tvrtka D-Link ostvarila je u 2007. godini vodeću poziciju na svjetskom tržištu proizvodnje mrežne opreme za male i srednje tvrtke. U ožujku 2008. godine postaje lider u količini isporučenih Wi-Fi uređaja s 33% udjela na ukupnom tržištu.
Prema časopisu ‘Info Tech 100’, D-Link je u 2007. godini uvršten u popis 100 najuspješnijih IT tvrtki na svijetu. Također, ugledni časopis “BusinessWeek“ svrstao je D-Link na visoko 9. mjesto među svjetskim IT tvrtkama, prema ostvarenoj dobiti vlasnika.
D-Link posluje u 127 ureda u 64 zemlje i putem 10 distribucijskih centara svojim proizvodima opskrbljuje korisnike u više od 100 zemalja širom svijeta. Prodaja i distribucija proizvoda organizirane su putem kanala koji uključuju distributere, maloprodaju, sistemske integratore te pružatelje telekomunikacijskih usluga odnosno usluge pristupa Internetu.
U Europi D-Link posluje u više od 20 ureda sa središnjicom u Londonu.  Od većih konkurenata navode se Cisco, Netgear, HP i 3com. 

## Povijest
Tvrtka D-Link promijenila je ime, iz Datex Systems Inc. u postojeće, 1994. godine kada mijenja vlasničku strukturu te postaje prva tvrtka za proizvodnju mrežne opreme koja je uvrštena na Tajvanskoj burzi vrijednosnica (TSEC). 
Osim na TSEC-u, vrijednosnim papirima D-Linka danas se trguje i na Nacionalnoj burzi vrijednosnica Indije (NSE). 
D-Link je osnovalo sedmero ljudi među kojima je do lipnja 2008. godine tvrtku kao predsjednik vodio Ken Kao. 

## Proizvodi
Skup proizvoda koje tvrtka D-Link nudi na tržištu usmjeren je zadovoljenju potreba vezanih uz mrežnu opremu te razvoj komunikacijske opreme.
Za poslovne korisnike taj segment uključuje preklopnike (switcheve), proizvode namijenjene sigurnosnoj zaštiti mreže te mogućnosti rada 'bez žice', tzv. bežičnog poslovanja.
Krajnjim korisnicima D-Link pruža sve prednosti wireless (bežične) tehnologije: od korištenja širokopojasne mreže do kreiranja vlastitog digitalnog doma (višenajmjenski čitači, mrežni spremnici, uređaji za nadzor).
D-Link je prvi proizvođač mrežne opreme koji je na tržištu ponudio Green Ethernet proizvode, koristeći tehnologiju uštede energije kod svojih modela preklopnika, i danas, bežičnih usmjernika.

## Vanjske poveznice
- Službene stranice D-linka